# Miami Platja
| \| Localisation de Miami Platja. · Miami Platja \| Localisation de Miami Platja. |
| Localisation de Miami Platja. · Miami Platja                                     |

Miami Platja est une station balnéaire située sur la commune de Mont-roig del Camp, sur la Costa Daurada (Catalogne).  

## Activités
Cette station balnéaire permet en premier lieu des activités nautiques et estivales. La commune voisine, Vandellòs i l'Hospitalet de l'Infant, possède un club nautique. 